# Aplysia sagamiana
Aplysia sagamiana is een slakkensoort uit de familie van de Aplysiidae. De wetenschappelijke naam van de soort is voor het eerst geldig gepubliceerd in 1949 door Baba.